# Bahmut
Bahmut (rusko in ukrajinsko Бахмут) je mesto, ki se nahaja v Donecki oblasti v Ukrajini. Je upravno središče Bahmutske urbane gromade ter Bahmutskega rajona. Leži približno 89 km severno od mesta Doneck, ki je upravno središče Donecke oblasti. Skozi mesto reče reka Bahmutka. V mestu je pred rusko invazijo na Ukrajino živelo 71.094 prebivalcev.

Bahmut so v začetku vojne v Donbasu leta 2014 neuspešno poskusile okupirati proruske sile, nato pa ga je med rusko invazijo na Ukrajino leta 2022 napadla ruska vojska. Bitka za Bahmut je postala ena največjih bitk vojne. Po 10 mesecih bojev je Rusija okupirala večino mesta, ki pa je bilo v tem času uničeno in njegovo prebivalstvo pobegnilo. 

## Etimologija
Obstaja teorija, da je izvor besede Bahmut izkrivljena različica besede Muhammad/Mahmud v turščini/tatarščini. 
Druga teorija pravi, da podobna različica iste besede pomeni "slana voda". V obeh primerih velja, da je ime mesta povezano z nekdanjo turško/tatarsko posestjo okoliških dežel.

### Sprememba imena
Med 1924 in 2016 je bilo mesto preimenovano v Artemivsk (ukrajinsko Артемівськ). V času 2. svetovne vojne je bilo začasno vrnjeno ime Bahmut. Vrhovna rada Ukrajine je 4. februarja 2016 v sklopu dekomunizacije potrdila vrnitev prvotnega imena.

## Zgodovina
Čeprav obstajajo dokazi o predhodni naselitvi leta 1556, je Bahmut prvič uradno omenjen leta 1571, ko je Ivan Grozni, da bi zaščitil južno mejo ruske države pred napadi krimsko-nogajskih sužnjev, ukazal postavitev mejnih utrdb ob rekah Aidar in Severski Donec. Naselje je bilo takrat opisano kot stražarska utrdba (storoža), imenovana po bližnji reki Bahmutovka, pritoku reke Severski Donec, ki je ležala ob izlivu potoka Čornij Žerebec.
Zgodovina Bahmuta pred 18. stoletjem je skopa. Sprva je bil obmejna postojanka, ki je pozneje postala utrjeno mesto. Leta 1701 je Peter I. ukazal, naj se utrdba v Bahmutu nadgradi, sosednja sloboda (svobodna vas) Bahmut pa naj se razglasi za mesto. Nova utrdba je bila dokončana leta 1703, v njej pa je živelo 170 ljudi. Leta 1704 je Peter ukazal nekaterim kozakom, naj se naselijo ob reki Bahmutovka in kopljejo sol. Število prebivalcev Bahmuta se je podvojilo, mesto pa je bilo dodeljeno polku Izjum, pokrajini Sloboda Ukrajina.
Jeseni leta 1705 je Bahmut postal eno od središč upora Bulavina. Oddelek donskih kozakov pod vodstvom atamana Kondratija Bulavina je zavzel bahmutske rudnike soli in mesto zasedel do 7. marca 1708, ko so ga ponovno zavzele vladne enote.
Od leta 1708 do 22. aprila 1725 je bil Bahmut dodeljen Azovski guberniji. 29. maja 1719 je postal upravno središče pokrajine Bahmut v okviru Azovske gubernije. Med letoma 1753 in 1764 je bil glavno mesto Slavo-Srbije, ozemlja, ki so ga naseljevali kolonisti iz Srbije in od drugod.
Leta 1783 je Bahmut postal mesto v okviru Jekaterinoslavske province (Novorosijska gubernija). V tem času je bilo v mestu 49 velikih hiš in pet tovarn za proizvodnjo opeke, sveč in mila. Mesto je imelo približno 150 trgovin, bolnišnico in tri šole: dva zasebna internata za otroke premožnih staršev in nedeljsko šolo za otroke delavcev. Bahmut je imel veliko mestno središče, kjer so dvakrat na leto prirejali sejme, in sicer 12. julija (dan apostolov Petra in Pavla) in 21. septembra (dan Marijinega rojstva). Letni promet mesta je znašal približno 1 milijon rubljev.
2. avgusta 1811 je bil odobren mestni grb. 25. januarja 1851 je mesto postalo občina, župan pa je bil Vasilij I. Peršin. Leta 1875 je bil zgrajen mestni vodovod. Ulice so bile asfaltirane leta 1900. Leta 1876 so v bazenu Bahmut odkrili velika nahajališča kamene soli, zaradi česar se je število rudnikov soli hitro povečalo. Bahmut je kmalu proizvedel 12 % celotne ruske proizvodnje soli.
Gradnja železnice Harkov–Bahmut–Popasna je spodbudila proizvodnjo alabastra, mavca, opeke in sode bikarbone v Bahmutu. V začetku dvajsetega stoletja se je v mestu razvila kovinskopredelovalna industrija. Do leta 1900 je bilo v mestu 76 malih industrijskih podjetij, ki so zaposlovala 1078 delavcev, in štirje rudniki soli, ki so zaposlovali 874 delavcev.
Leta 1913 je bilo v mestu 28.000 prebivalcev. Aprila 1918, po razpadu ruskega imperija, so Bahmut prevzele enote, zveste Ukrajinski ljudski republiki. Dne 27. decembra 1919 je bil nad mestom vzpostavljen sovjetski nadzor. Leta 1923 je bilo v Bahmutu 36 podjetij, med njimi tovarna, ki je prej izdelovala žeblje in bodala, tovarna, ki je izdelovala ulitke za kmetijstvo, ter tovarne opeke in alabastra ter ena tovarna čevljev. Od 16. aprila 1920 do 1. avgusta 1925 je bil Bahmut upravno središče Donecke pokrajine.
Leta 1924 je bilo ime mesta spremenjeno iz Bahmut v Artemivsk v čast ruskega boljševiškega (komunističnega) revolucionarja, znanega pod imenom Artjom, ki je v mestu živel in delal v prvih letih revolucije. 
Med drugo svetovno vojno so Artemivsk od 31. oktobra 1941 do 5. septembra 1943 zasedle nemške enote. Deloval je podzemni mestni partijski odbor. Na začetku leta 1942 je nemška Einsatzgruppe C odpeljala približno 3000 Judov iz Artemivska v rudniški jašek dva kilometra izven mesta in streljala v množico, pri čemer je nekaj ljudi ubila, preostale pa odgnala v predor. Vojaki so nato zazidali vhod v predor in zadušili na tisoče ljudi, ki so bili ujeti v njem.
Od aprila 1990 do leta 1994, med razpadom Sovjetske zveze, je bil Oleksij Reva predsednik mestnega sveta Artemivska, za župana pa je bil izvoljen leta 1994, tri leta po ponovni osamosvojitvi Ukrajine.
Januarja 1999 so dobrodelna judovska fundacija v Bahmutu, mestni svet Artemivska in vinska klet odprli spomenik v spomin na žrtve množičnega umora iz leta 1942. Spomenik je bil vgrajen v skalno steno v starem rudniku, kjer se zbira voda, in so ga poimenovali "Zid joka" za umorjene Jude iz Bahmuta.

### Rusko-ukrajinska vojna

#### 2014 Vojna v Donbasu
Med nemiri za avtonomijo leta 2014 so uporniki Donecke ljudske republike zahtevali mesto Artemivsk kot del svojega ozemlja. Ukrajinske sile so mesto skupaj z Družkivko ponovno zavzele 7. julija 2014.
Ukrajinski predsednik Petro Porošenko je 15. maja 2015 podpisal zakon, s katerim se je začelo šestmesečno obdobje za odstranitev komunističnih spomenikov in obvezno preimenovanje naselij z imeni, povezanimi s komunizmom. Mestni svet je 23. septembra 2015 glasoval za povrnitev nekdanjega imena mesta Bahmut. Končno odločitev je 4. februarja 2016 sprejela vrhovna rada (ukrajinski nacionalni parlament).

#### Ruska invazija 2022
- Blok
- Stadion "Metalurg".
- Raketa na ulici po ruskem obstreljevanju
- Obrobje Bahmuta
- 5-nadstropna stanovanjska stavba po ruskem zračnem napadu
- Stavba po ruskem obstreljevanju 26. decembra 2022
- Bahmutska poklicna šola po ruskem napadu 22. julija 2022
- Zgodovinska stavba po ruskem obstreljevanju 4. januarja 2023
- Območje po ruskem napadu

Med rusko invazijo na Ukrajino leta 2022 je Bahmut postal frontno mesto, ki ga ruska vojska redno obstreljuje. Maja 2022 je v mestu ostalo približno 20.000 ljudi. Rusija je Bahmut prednostno obravnavala kot glavno ofenzivno območje do avgusta 2022.
11. decembra 2022 je ukrajinski predsednik Volodimir Zelenski rekel, da so ruske sile mesto Bahmut spremenile v "požgane ruševine".

## Demografija
Po podatkih iz junija 2017 je v Bahmutu živelo 75 900 prebivalcev.
| Etnična pripadnost |        |
| Ukrajinci          | 69,4 % |
| Rusi               | 27,5 % |
| Belorusi           | 0,6 %  |
| Armenci            | 0,3 %  |
| Romi               | 0,2 %  |
| Judje              | 0,2 %  |

| Jezik      |        |
| ruski      | 62 %   |
| ukrajinski | 35 %   |
| armenski   | 0,19 % |
| romski     | 0,15 % |
| beloruski  | 0,10 % |

## Gospodarstvo
Od leta 1951 je v mestu evropska vinska klet Bahmut. V predmestju Soledarju se nahaja rudnik soli Artjomsol, v katerem je največja podzemna soba na svetu. Rudnik je dovolj velik, da je v njem so že igrali simfonije, hkrati pa sta potekali dve profesionalni nogometni tekmi.

## Izobraževanje
V mestu se nahajajo 20 šol (11.600 učencev), 29 vrtcev (3500 otrok), 4 poklicne šole (2.000 učencev), 2 tehnični šoli (6.000 učencev) in več glasbenih šol.
Po izbruhu vojne v Donbasu leta 2014 je bil Inštitut za tuje jezike Gorlivka evakuiran in je nato deloval v Bahmutu.